# Carl Cüppers

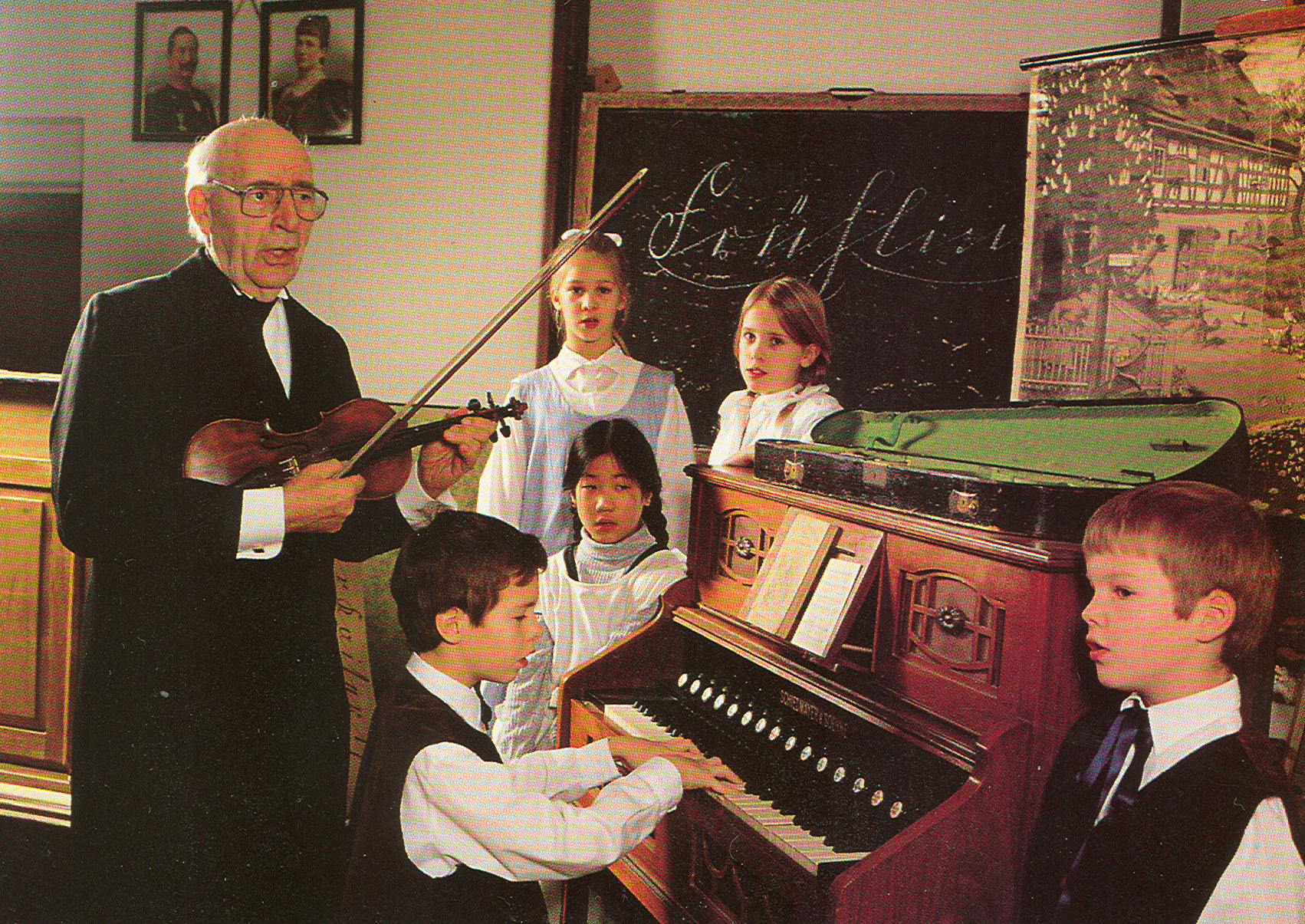
Carl Cüppers im Unterricht

Carl Cüppers (* 15. September 1920 in Embken; † 24. September 2008 in Bergisch Gladbach) war ein deutscher Pädagoge und Museumsgründer. Er war Schulamtsdirektor im Rheinisch-Bergischen Kreis und Gründer des Schulmuseums Bergisch Gladbach – Sammlung Cüppers.

## Leben

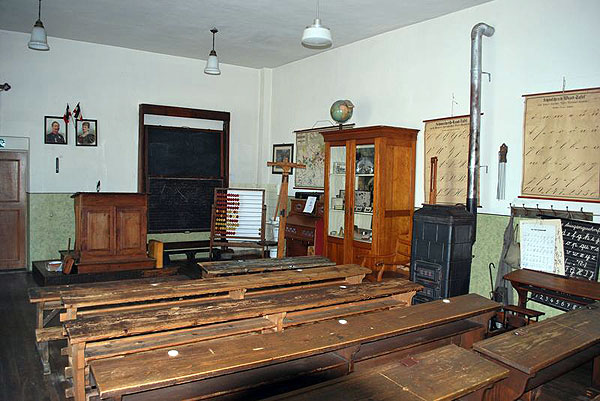
Klassenraum im Schulmuseum Katterbach

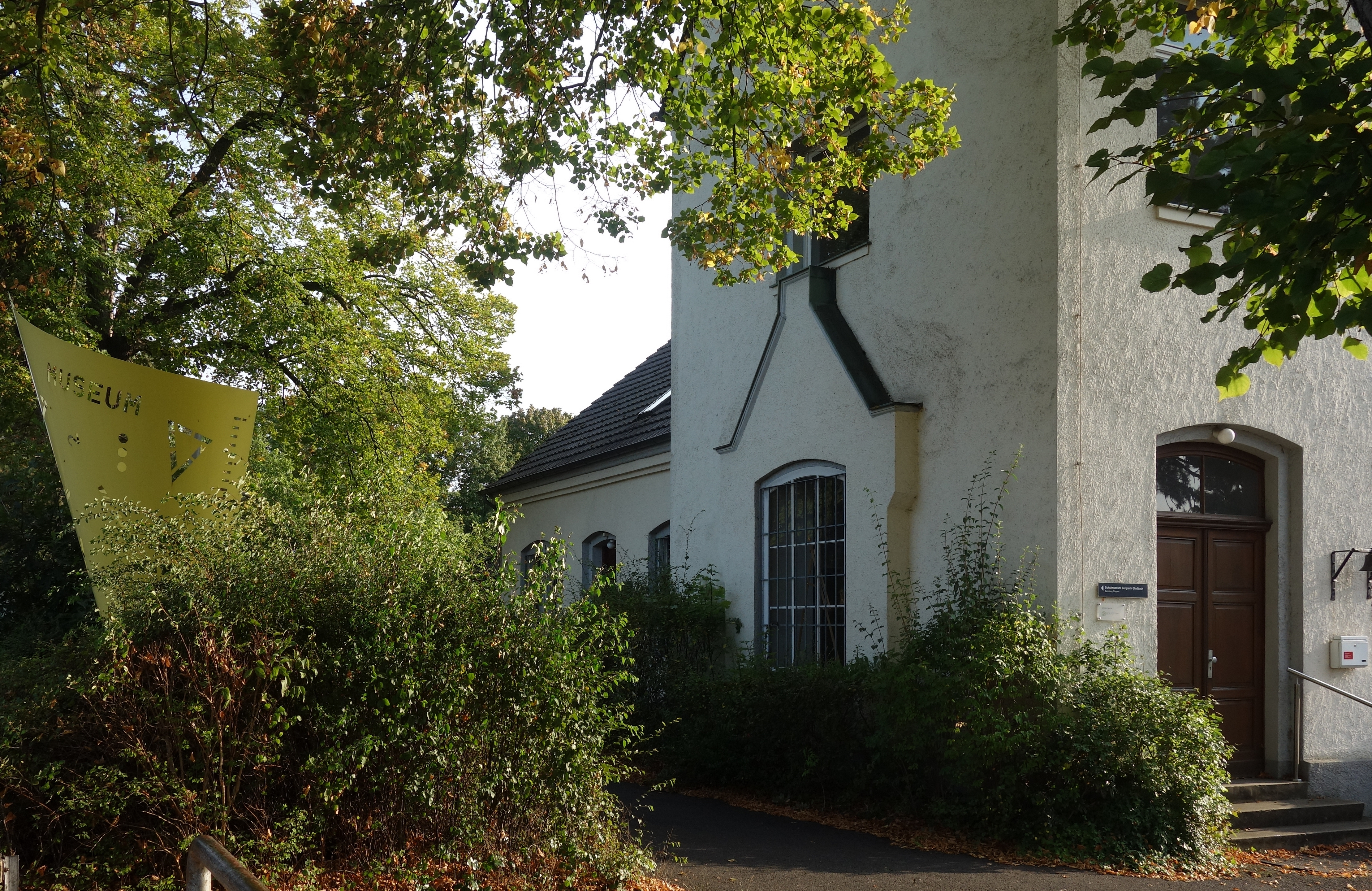
Außenansicht des heutigen Schulmuseums in Katterbach

Nach dem Abitur im Jahr 1939 wurde Carl Cüppers sogleich zum Reichsarbeitsdienst an den Westwall einberufen. Anschließend studierte er an der Hochschule Dortmund Pädagogik mit den Schwerpunkten Deutsch, Musik und Sport. Nach bestandener erster Lehramtsprüfung zog man ihn zum Militär ein, wo er als Bordfunker und Stukaflieger für die Ostfront ausgebildet wurde. Bei seinem letzten Einsatz im Stuka wurde er schwer verwundet und verlor sein rechtes Auge. Seine erste Lehrerstelle trat er 1945 an der einklassigen Volksschule in Gimmersdorf im Drachenfelser Ländchen an. 1947 gründete er eine Familie und wurde Vater von drei Töchtern. Seit 1959 war er Rektor der 13-klassigen Schule in Rheinbach. Hier verabschiedete man ihn am 13. April 1961 für seinen neuen Weg als Schulrat im Rheinisch-Bergischen Kreis.
Als gegen Ende der 1960er Jahre eine Neuordnung des Schulwesens in Nordrhein-Westfalen stattfand, wurden umfangreiche Bau- und Umbaumaßnahmen an Schulen durchgeführt; Schulmöbel, Wandtafeln, Bücher und Hefte wurden entsorgt und neu angeschafft. Cüppers begann, die ausgemusterten Möbel und Materialien zu sammeln.  Im Bergischen Museum für Bergbau, Handwerk und Gewerbe in Bensberg richtete er zunächst eine Schulklasse ein, in der er auch Unterricht, „wie zu Kaisers Zeiten“ abhielt. Da irgendwann der Platz für die umfangreiche Sammlung von Cüppers nicht mehr reichte, entstand unter seiner Leitung nach und nach das private Schulmuseum Bergisch Gladbach – Sammlung Cüppers – im Ortsteil Katterbach.

## Auszeichnungen
- Bundesverdienstkreuz am Bande 1987
- Rheinlandtaler 1991
- Ehrenbürger der Stadt Bergisch Gladbach seit 2000

## Schriften
- Tornister, Tafel, Tintenfaß. Eine bergische Schulgeschichte. Gummersbach 1995, ISBN 3-88265-193-8
- Guten Morgen, Fräulein Roggendorf. Erinnerungen eines Rheinischen Schulmannes. Bergisch Gladbach 2005, ISBN 3-9809631-3-6